# 乾式戦闘潜水艦
乾式戦闘潜水艦（かんしきせんとうせんすいかん、英:DryCombatSubmersible、DCS）はアメリカ海軍とアメリカ特殊作戦軍 (USSOCOM) が運用する目的で開発が進められている小型潜水艇である。
特殊部隊 (主にNavy SEALs)を水上艦のデッキから秘匿潜水輸送する、特殊作戦の侵攻プラットフォームとしての役割を担うことを主目的として設計された。

## 概要
DCSは、開発が失敗した改良型SEAL輸送システム(ASDS)の後継として開発された。しかし、ASDSよりサイズが大きいことから潜水艦への搭載は不可能になり、水上艦に搭載する事となっている。

## 設計
DCSは全長12メートル、高さは2.4メートルである。潜水艇の重量は14トンで、標準的な40フィートの輸送コンテナで輸送することができる。DCSの乗組員はパイロットと副操縦士/ナビゲーターの2名で、8名の完全装備のSEALsを乗せることができる。DCSには3つの乾燥した加圧室がある。部隊を運ぶための前部輸送コンパートメント、アミドシップのスイマーロックイン/ロックアウトコンパートメント、パイロットと副操縦士が潜水艦を操作する後部コマンドセンターである。
その正確な性能はまだ分類されていないが、DCSの最大深度は100メートル、扉開閉の最大深度は30メートルとされている。そのバッテリーは、5ノット（9.3km/h；5.8mph）の速度で60海里の航続距離をだとされているが、その最高速度は公表されていない。ロッキード・マーティンは、DCSの耐久時間は24時間以上であり、現在のSEAL輸送潜水艇の3倍であり、DCSが並行する浅水戦闘潜水艇の2倍であると主張している。
前述した通り、DCSは、大型潜水艦からではなく、水上艦から展開される。しかし、海軍はDCSをより大型の潜水艦に統合する研究を2020年度に開始する予定である。DCSの主な利点は、乾燥した環境であるため、SEALsがより冷たい水中でより長い任務を遂行することができ、展開時に戦闘準備が整っていることである。もう1つの利点は、シールズがインカムに頼らなければならず、お互いを見ることができなかった以前の湿った潜水艦よりも、DCSの方がより簡単に通信できることである。
DCSの航行システムは慣性航行システムとドップラー速度ログを含む。センサー類はソナーとファソメーターで構成されているが、ミッションの要件に応じてセンサーを追加することもできる。通信機器には水中電話とUHF無線が含まれる。

## 開発
- DCS用の最初のリチウムイオン電池は、2018年2月にジェネラル・アトミクスによって海軍に納入された。
- LiFT（リチウムイオンフォールトトレラント）バッテリーシステムを搭載した最初のDCSは、2020年4月21日にUSSOCOMに納入されたlゼネラル・アトミクス・エレクトロマグネティック・システムズは、DCSの推進力と内部支援システムに電力を供給するために、LiFTの長寿命バッテリーを提供している。
- 2023年5月に米国特殊作戦軍(USSOCOM)はDCSが初期運用能力に達したと発表した。
- 2023年7月現在、3隻の潜水艇が米海軍に引き渡されている[3]。